# Arremon
Az Arremon a madarak osztályának verébalakúak (Passeriformes) rendjébe és a verébsármányfélék (Passerellidae) családjába tartozó nem.

## Rendszerezés
A nembet Louis Pierre Vieillot írta le 1816-ban, jelenleg az alábbi fajok tartozik ide:
- Arremon aurantiirostris
- Arremon abeillei
- Arremon schlegeli
- Arremon flavirostris
- Arremon taciturnus
- Arremon franciscanus
- Arremon semitorquatus
- Arremon crassirostris[1] vagy Lysurus crassirostris[2]
- Arremon castaneiceps[1]  vagy Lysurus castaneiceps[2]
- Arremon virenticeps [1] vagy Lysurus virenticeps[2]
- Arremon brunneinucha[1] vagy Lysurus brunneinucha[2]
- Arremon costaricensis[1] vagy Buarremon costaricensis[2]
- Arremon phaeopleurus[1] vagy Buarremon phaeopleurus[2]
- Arremon atricapillus[1] vagy Buarremon atricapillus[2]
- Arremon phygas[1] vagy Buarremon phygas[2]
- Arremon assimilis[1] vagy Buarremon assimilis[2]
- Arremon torquatus[1] vagy Buarremon torquatus[2]
- Arremon basilicus[1] vagy Buarremon basilicus[2]
- Arremon perijanus[1] vagy Buarremon perijanus[2]